# Rodrigo Ramírez
Rodrigo Andrés Ramírez Miranda (Rancagua, Chile, 15 de febrero de 1982) es un exfutbolista chileno. Jugaba de volante.

## Clubes
| Club                | País  | Año       |
| ------------------- | ----- | --------- |
| O'Higgins           | Chile | 2001-2004 |
| Deportes Concepción | Chile | 2005      |
| O'Higgins           | Chile | 2006-2008 |
| Everton             | Chile | 2009      |
| O'Higgins           | Chile | 2010      |
| Everton             | Chile | 2010      |
| Palestino           | Chile | 2011      |
| Everton             | Chile | 2012      |
| Cobresal            | Chile | 2013      |